# Bethann Hardison
Bethann Hardison (Brooklyn, Nueva York) es una modelo y activista estadounidense. Es la madre del actor Kadeem Hardison.

## Biografía
Después de graduarse en el George W. Wingate High School, asistió a la Escuela de Arte de la Universidad de Nueva York y al Fashion Institute of Technology. Durante los años 60, Hardison trabajó en el distrito de la moda de Nueva York como vendedora. En 1967, fue descubierta por el diseñor afroamericano Willi Smith y comenzó a trabajar como modelo de pruebas, cruzando pronto a la pasarela y la industria del diseño. Junto con Beverly Johnson, Iman, y Pat Cleveland; rompió barreras en la década del 70 apareciendo en Allure, Harper's Bazaar y Vogue. En 1973, apareció en el cara a cara internacional de Versalles, un momento histórico en el que los mejores diseñadores de Francia competían contra los mejores diseñadores estadounidenses del momento. Hardison se unió entonces a Click, una agencia de modelos startup, en 1980, como agente de reservas donde produjo espectáculos de moda, manejaba las relaciones públicas para las casas de diseño, y se convirtió en editora colaboradora en varias revistas. Preocupada con las políticas de la industria de la moda, Hardison cambió foco del modelaje al activismo en 1981.
Formada en 1984, la Bethann Management Agency se centraba en la diversidad en la industria de la moda. Además, junto con la exmodelo y amiga Iman, cofundó la Black Girls Coalition en 1988 para proporcionar defensa y apoyo a las modelos afroamericanas. En 1996, Hardison dirigió su atención hacia la televisión donde fue coproductora ejecutiva de las sitcoms de televisión “Between Brothers” y “Livin Large”. Hardison también fue nombrada editora general de Vogue Italia en 2010.
Las contribuciones de Hardison al modelaje y al activismo le han conseguido varios premios a lo largo de su carrera. En abril de 1999, fue honrada con el primer premio anual Vibe Style Lifetime Achievement. Más tarde ese año, la Magic Johnson Foundation presentó a Hardison con un Premio al Servicio Distinguido. Los exalumnos negros del Instituto Pratt honraron a Hardison con un premio a la trayectoria en 2003. En 2012, recibió un premio Woman of Power Legacy del Black Enterprise, y fue receptora de un Frederick Douglass en 2013, por su trabajo promoviendo la diversidad en la moda.